# Oleksiy Hutor
Oleksiy Hutor est un joueur américano-ukrainien de volley-ball né le 20 avril 1984. Il mesure 1,93 m et joue réceptionneur-attaquant.

## Clubs
| Club         | Pays   | De        | À |
| ------------ | ------ | --------- | - |
| GFCO Ajaccio | France | 2009-2010 |   |